# Donald Ryder Dickey
Pour les articles homonymes, voir Ryder et Dickey.
Donald Ryder Dickey est un ornithologue et mammalogiste américain, né le 31 mars 1887 et mort le 15 avril 1932.

## Biographie

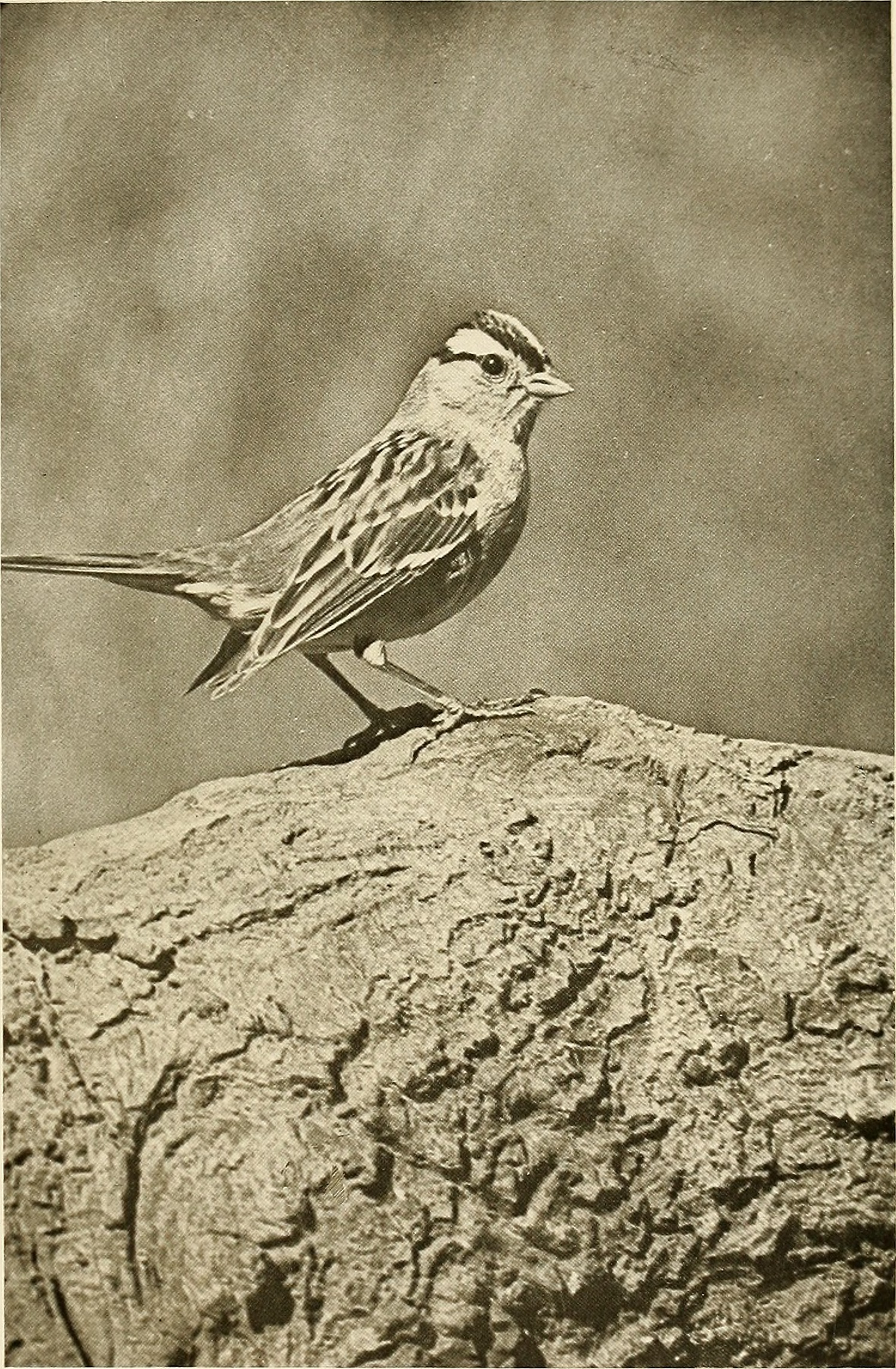
Moineau de Gambel, photographie prise à Pasadena par Donald Ryder Dickey (1914)

À l’automne 1919, Donald Ryder Dickey commence à collaborer avec Adriaan Joseph van Rossem (1892-1957). Il s'installe dans le sud de la Californie et constate qu’il manque une institution de recherche sur la faune d’Amérique centrale. Il constitue alors une collection de recherche de près de trente mille spécimens de mammifères et d’oiseaux ; ce chiffre sera doublé au moment de sa mort. Van Rossem et Dickey entament alors une étroite et fructueuse collaboration qui durera près de treize ans. En 1941, ils reçoivent tous deux la médaille Brewster.